# Nvidia-GeForce-7-Serie

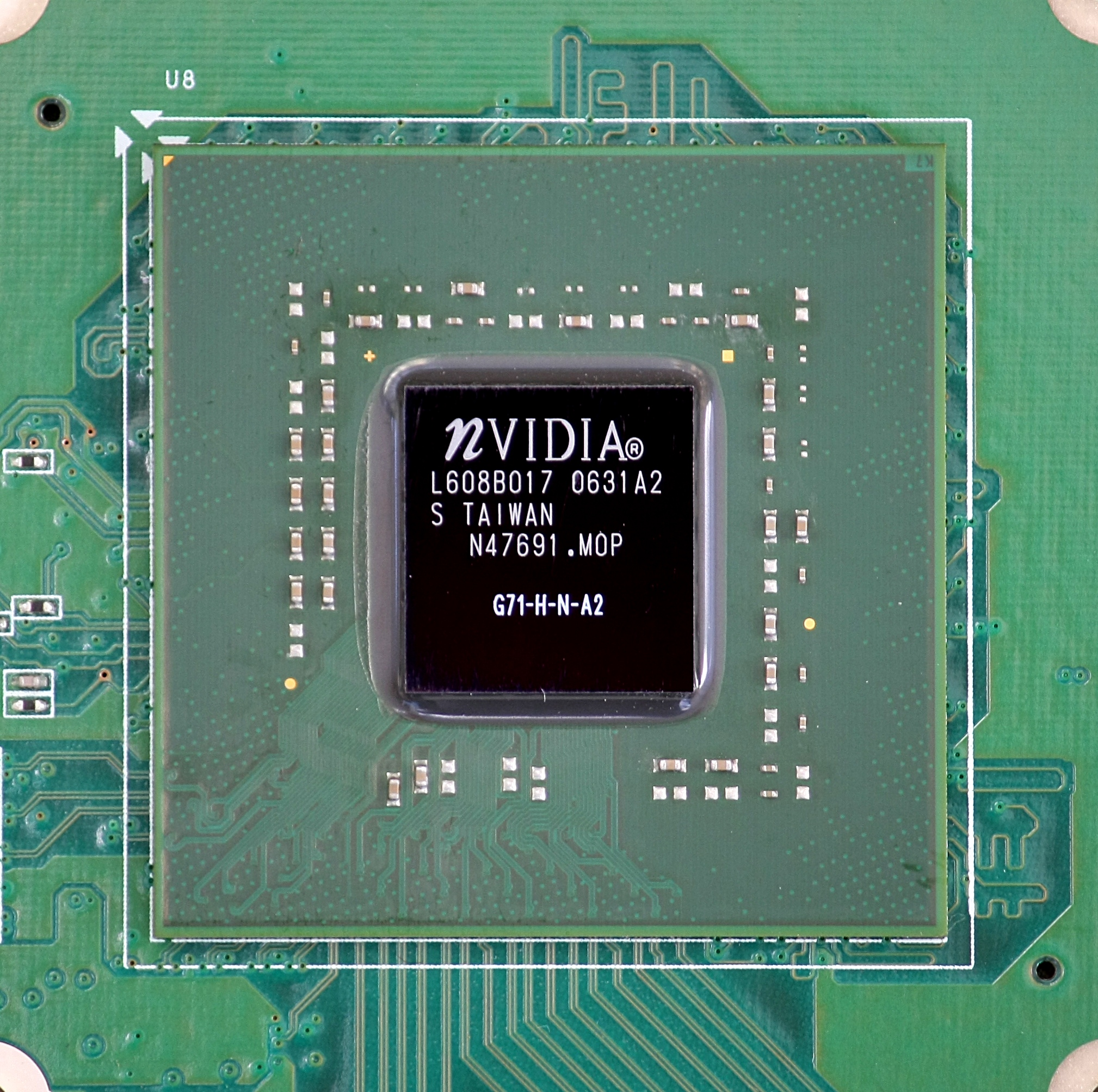
GPU Nvidia G71

Die GeForce-7-Serie ist eine Serie von Desktop-Grafikchips des Unternehmens Nvidia und Nachfolger der GeForce-6-Serie. Alle Karten der GeForce-7-Serie unterstützten das Shadermodell 3.0 (SM 3.0) nach DirectX 9.0c. Hauptkonkurrent war die ATI-Radeon-X1000-Serie. Die GeForce-7-Serie wurde von der GeForce-8-Serie abgelöst.

## Geschichte

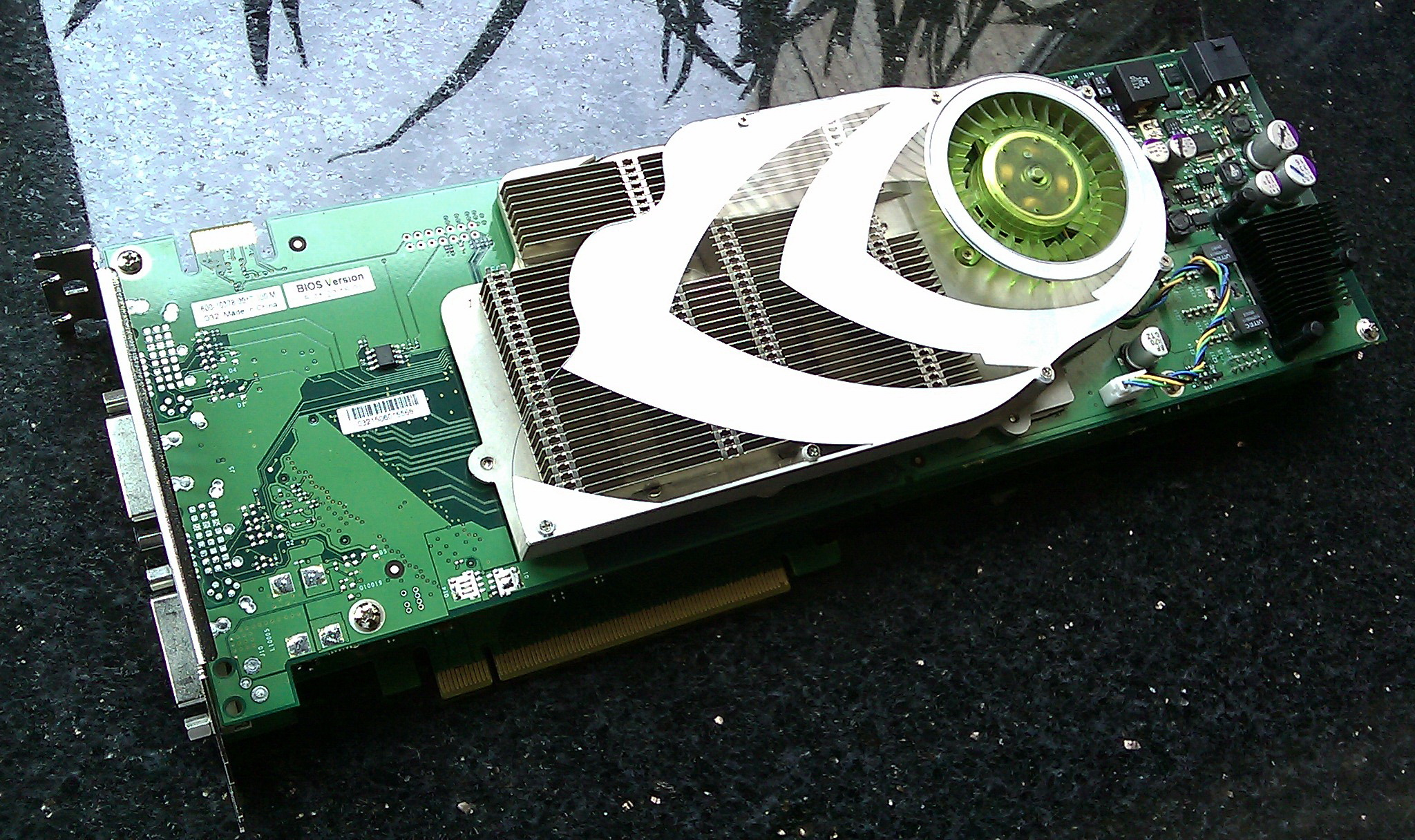
GeForce 7900 GX2

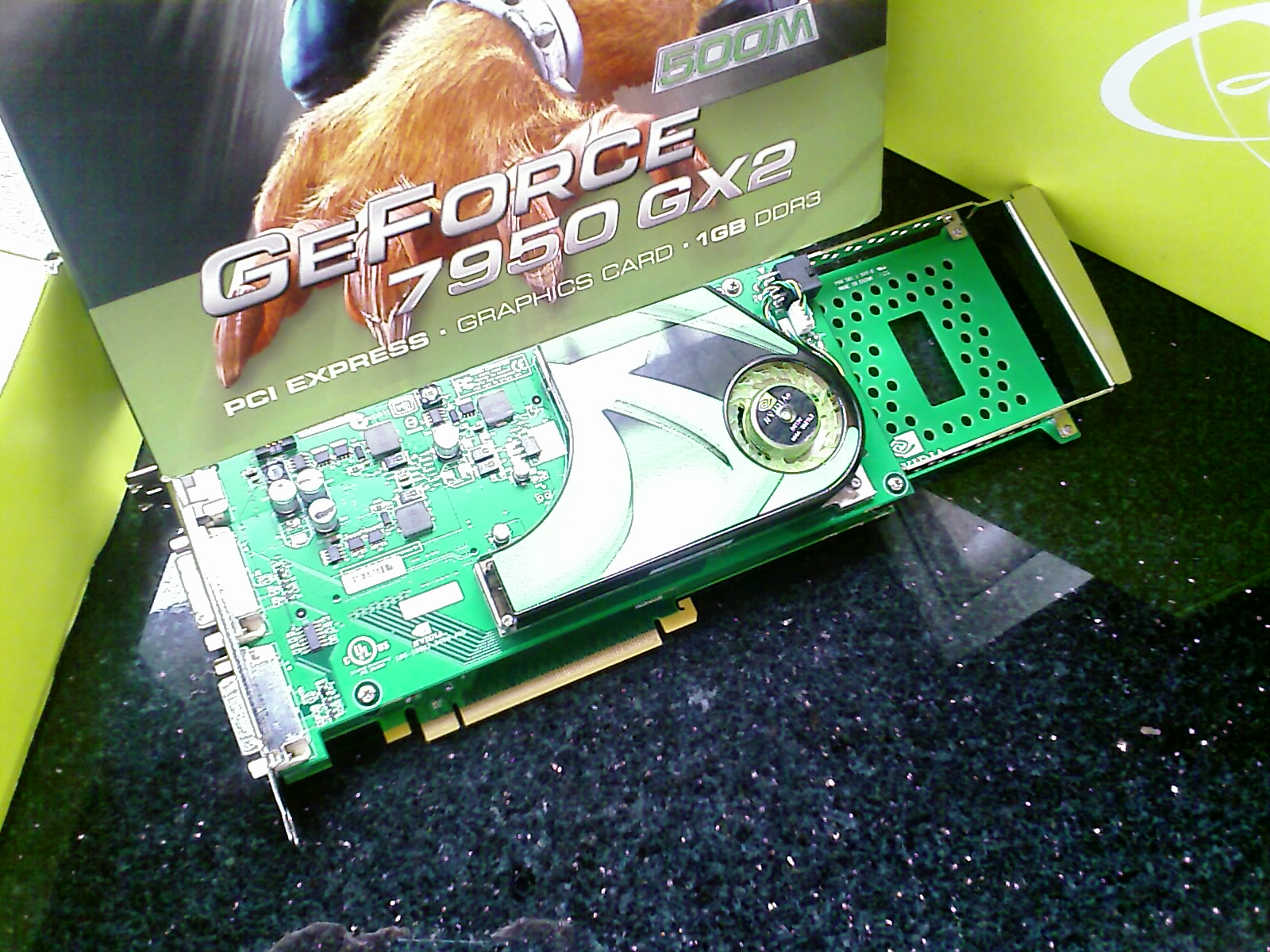
GeForce 7950 GX2

Die GeForce-7-Serie wurde Mitte 2005 auf den Markt eingeführt und löste die GeForce-6-Serie ab, auf deren Architektur sie basiert. Mit 20 offiziellen Modellen war die GeForce 7 eine der umfangreichsten GeForce-Desktopserien. Die anisotrope Filterung der GeForce-7-Serie produzierte teilweise ein sogenanntes Texturflimmern, welches in der Fachpresse massiv kritisiert wurde und eine schlechtere Bildqualität gegenüber der Radeon-X1000-Serie von ATI erzeugte.
Als erste Karte der GeForce-7-Serie wurde am 22. Juni 2005 die GeForce 7800 GTX auf den Markt gebracht. Basierend auf dem noch im 110-nm-Fertigungsprozess hergestellten G70-Grafikprozessor erwies sich die GeForce 7800 GTX bei ihrer Präsentation als die schnellste Grafikkarte am Markt. Dadurch wurde sie in der Fachpresse gut bewertet, auch weil sie früh flächendeckend verfügbar war. Die GeForce 7800 GTX war die letzte High-End-Grafikkarte, welche noch über einen Single-Slot-Kühler verfügte.
Als kostengünstige Alternative zur GeForce 7800 GTX präsentierte Nvidia am 11. August 2005 die GeForce 7800 GT. Diese wurde mit reduzierten Taktraten und einem deaktivierten Quad ausgeliefert. Dadurch resultierte zwar ein Performance-Verlust von bis zu ca. 15 %, allerdings war der Preisnachlass deutlich höher. Da die GeForce 7800 GT dennoch schneller war als die High-End-Modelle der Vorgängerserien (GeForce 6800 Ultra, Radeon X850 XT), konnte sie gute Verkaufszahlen vorweisen. Nvidia brachte unter der Bezeichnung GeForce 7800 GS noch eine AGP-Version der 7800 GT auf den Markt, wofür ein Brückenchip verbaut werden musste.
Nachdem Konkurrent ATI Anfang Oktober 2005 verspätet seine ersten Modelle der Radeon-X1000-Serie präsentierte, wies das neue Top-Modell, die Radeon X1800 XT (die aber erst gegen Ende November verfügbar war), eine höhere Performance auf als die GeForce 7800 GTX. Da die Karte nicht nur schneller war, sondern auch eine bessere Bildqualität aufwies sowie durch den 90-nm-Fertigungsprozess kostengünstiger herzustellen war, geriet Nvidia unter Druck. Gleichzeitig entfiel der technische Vorsprung, bis dahin als einziger Hersteller Grafikkarten mit DirectX-9.0c-Unterstützung anbieten zu können, wobei ATI obendrein auch noch in der Lage war, HDR-Effekte und aktivierte Kantenglättung gleichzeitig darzustellen; Nvidia konnte das de facto erst mit der GeForce-8-Serie. ATI hatte neben der X1800-Serie auch die X1600- und X1300-Serien vorgestellt und konnte somit bereits den gesamten Markt abdecken. Daher war es für Nvidia aus Marketinggründen notwendig, die sogenannte „Performancekrone“ für die schnellste Grafikkarte auf dem Markt wieder zurückzuholen und präsentierte am 14. November 2005 die GeForce 7800 GTX 512, welche in der Fachpresse auch als GeForce 7800 Ultra bezeichnet wurde. Die GeForce 7800 GTX 512 basierte weiterhin auf dem G70-Grafikprozessor, allerdings wurden die Taktraten massiv erhöht. Um der daraus resultierende höhere Wärmeentwicklung entgegenzuwirken, verbaute Nvidia einen neuentwickelten Dual-Slot-Kühler, welcher im Gegensatz zur ATI-Konkurrenz sich als sehr leise erwies. Nvidia erhöhte erstmals bei einem Referenzdesign den Grafikspeicher auf 512 MB. In Kombination mit den höheren Taktraten erwies sich die GeForce 7800 GTX 512 wieder als schnellste Grafikkarte am Markt. Allerdings war der auf 850 MHz getaktete GDDR3-Speicher zu diesem Zeitpunkt nur schwer verfügbar, weshalb die GeForce 7800 GTX 512 nur in geringen Stückzahlen hergestellt wurde.

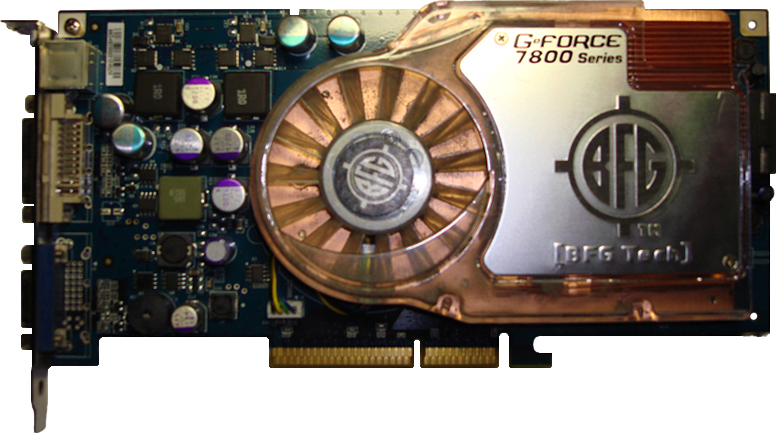
Eine GeForce 7800 GS des Herstellers BFG

Am 9. März 2006 stellte Nvidia auf der CeBit die GeForce 7600 GT vor. Die Karte basierte auf dem G73-Grafikprozessor (eine halbierte Version des G71) und ersetzte die erfolgreiche GeForce 6600 GT im Mainstream-Sektor. Die GeForce 7600 GT wies gegenüber der Konkurrenzkarte von ATI, der Radeon X1600 XT, eine ca. 60 % höhere Performance auf. Da sie gleichzeitig das gute Preis-Leistungs-Verhältnis des Vorgängers halten konnte, nahm die 7600 GT eine Quasi-Monopolstellung ein und wurde zu einer der kommerziell erfolgreichsten Karten der GeForce-7-Serie. Dazu trug auch bei, dass die technischen Nachteile aus dem High-End-Sektor gegenüber ATI (Unverträglichkeit von HDR-Effekten und aktivierter Kantenglättung sowie Texturflimmern) für den Mainstream-Sektor relativ unerheblich waren. ATI reagierte zunächst mit der Radeon X1900 GT, welche auf einem teildeaktivierten R580-Grafikprozessor basierte, allerdings aus technischen Gründen höhere Produktionskosten aufwies. Erst die Radeon X1650 XT konnte vom Preis-Leistungs-Verhältnis her mit der GeForce 7600 GT konkurrieren, kam aber erst Anfang 2007 auf den Markt. Nvidia reagierte mit dem Wechsel auf den 80-nm-Fertigungsprozess und konnte damit die Produktionskosten weiter senken. Dadurch blieb die GeForce 7600 GT weiterhin erfolgreich am Markt, bis sie Ende April 2007 von der GeForce 8600 GTS abgelöst wurde. Die GeForce 7600 GT wurde auch mit reduzierten Taktraten und DDR2-Speicher unter dem Namen GeForce 7600 GS vermarktet.
Ebenfalls zur CeBit am 9. März 2006 stellte Nvidia noch die GeForce 7900 GT und 7900 GTX vor, welche die GeForce 7800 GT, 7800 GTX und 7800 GTX 512 ablösten. Diese hatten sich inzwischen gegenüber der neu erschienen Radeon-X1900-Serie als nutzlos erwiesen, da sie weder bei der Performance noch beim Preis-Leistungs-Verhältnis konkurrieren konnten. Nvidia verwendete nun den G71-Grafikprozessor, welcher gegenüber dem G70 nicht nur über weniger Transistoren verfügte, sondern auch im 90-nm-Fertigungsverfahren hergestellt wurde (statt 110 nm). Daher konnten die Produktionskosten deutlich gesenkt werden und aus physikalischen Gründen höhere Taktraten erreicht werden. Auf der GeForce 7900 GTX wurde der G71 mit den höchsten Taktraten ausgeliefert, welche in etwa die Performance der Radeon X1900 XTX aufwies. Der schlechteren Bildqualität stand eine geringere Geräuschentwicklung gegenüber, basierend auf dem Kühler der GeForce 7800 GTX 512, so dass sich im High-End-Bereich ein Patt ergab. Einige GeForce-7900-GTX-Modelle wurden später mit reduziertem Speichertakt als GeForce 7900 GTO vermarktet. Die GeForce 7900 GT wies in etwa die Performance der GeForce 7800 GTX auf bei geringeren Produktionskosten. Im Gegensatz zur GeForce 7800 GT konnte auf das Deaktivieren eines Quads verzichtet werden. Dennoch brach die Performance bei höheren Auflösungen stark ein, da der 256 MB große Grafikspeicher inzwischen zu klein war. Daher brachten Nvidias Boardpartner eigenständig Karten mit 512 MB auf den Markt. Da das Preis-Leistungs-Verhältnis gegenüber der ATI-Konkurrenz dennoch nicht ausreichte, ersetzte Nvidia die GeForce 7900 GT am 14. September 2006 durch die 7950 GT mit höheren Taktraten. Durch die bessere Performance verkaufte diese sich erfolgreicher am Markt. G71-GPUs mit einem deaktivierten Quad verbaute Nvidia noch auf der GeForce 7900 GS.
Eine Besonderheit der GeForce-7-Serie ist, dass Nvidia zum ersten Mal Dual-Grafikkarten einführt. Bereits vorher hatten Boardpartner eigenständig probiert, Dual-Grafikkarten zu entwickeln, welche für den Markt aber keine wirkliche Relevanz hatten. Zur CeBit 2006 präsentierte Nvidia zunächst die GeForce 7900 GX2. Diese bestand aus zwei Platinen, die über einen SLI-Brückenchip miteinander kommunizieren. Allerdings hatte die GeForce 7900 GX2 eine massive Überlänge gehabt, benötigte einen speziellen PCI-Stromanschluss und war deshalb auf dem Retail-Markt nicht verfügbar. Nvidia überarbeitete die GeForce 7900 GX2 und präsentierte die am 5. Juni 2006 die GeForce 7950 GX2 (auch für den Retail-Markt). Diese besaß wieder eine relativ normale PCB-Länge und einen zusätzlichen Standard-Stromanschluss. Die GeForce 7950 GX2 erwies sich wieder als die schnellste Grafikkarte am Markt und Nvidia ermöglichte erstmals den Aufbau eines sogenannten Quad-SLI-Systems, bestehend auf vier GPUs.

## Technik

### Quads
Die verwendeten Grafikchips bestehen aus sog. „Quads“. Je nach Version können Quads auch deaktiviert werden. Eine Quad besteht bei der GeForce-7-Serie aus vier Grafikpipelines, einer Texture Mapping Unit (TMU) und einer Vertex Processing Unit (VPU) (4×1×1). 
Die Grundversion eines jeden Chips besteht allerdings aus vier Grafikpipelines, einer TMU und drei VPUs (4×1×3). Je nach Ausbaustufe erhöht sich also die Ausstattung bei z. B. zwei Quads auf 8×1×4 und bei drei Quads auf 12×1×5 usw. So werden alle gewünschten Konfigurationen erreicht.

### Grafikprozessoren
Innerhalb der GeForce-7-Serie kommen verschiedene Grafikprozessoren zum Einsatz, die sich hinsichtlich ihrer Fertigungstechnik und ihrer max. Quad-Anzahl unterscheiden.
| Grafik- chip | Fertigung | Fertigung      | Fertigung   | Renderpipelines | Renderpipelines | Renderpipelines | API-Support | API-Support | Bus- Schnitt- stelle |
| Grafik- chip | Pro- zess | Transi- storen | Die- Fläche | Quad- Anzahl    | Pipes×TMU×VPU   | Pixel- shader   | DirectX     | OpenGL      | Bus- Schnitt- stelle |
| ------------ | --------- | -------------- | ----------- | --------------- | --------------- | --------------- | ----------- | ----------- | -------------------- |
| NV44B        | 110 nm    | 075 Mio.       | 110 mm²     | 2               | 04 × 04 × 3     | 04              | 9.0c        | 2.1         | PCIe                 |
| G70          | 110 nm    | 302 Mio.       | 333 mm²     | 6               | 24 × 24 × 8     | 24              | 9.0c        | 2.1         | PCIe                 |
| G71          | 090 nm    | 278 Mio.       | 196 mm²     | 6               | 24 × 24 × 8     | 24              | 9.0c        | 2.1         | PCIe                 |
| G72          | 090 nm    | 112 Mio.       | 081 mm²     | 2               | 08 × 08 × 5     | 08              | 9.0c        | 2.1         | PCIe                 |
| G73 / b      | 090/80 nm | 177 Mio.       | 125/111 mm² | 3               | 12 × 12 × 5     | 12              | 9.0c        | 2.1         | PCIe                 |

## Namensgebung
Bei der GeForce-7-Serie wird das gleiche Bezeichnungsschema wie bei der GeForce-6-Serie verwendet. Alle Grafikchips werden mit einer vierstelligen Nummer bezeichnet, die generell mit einer „7“ (für GeForce 7) beginnen. Die zweite Ziffer teilt dann die Familie in verschiedene Marktsegmente auf, die dritte und vierte Ziffer dienen zur weiteren Differenzierung.
Aufteilung

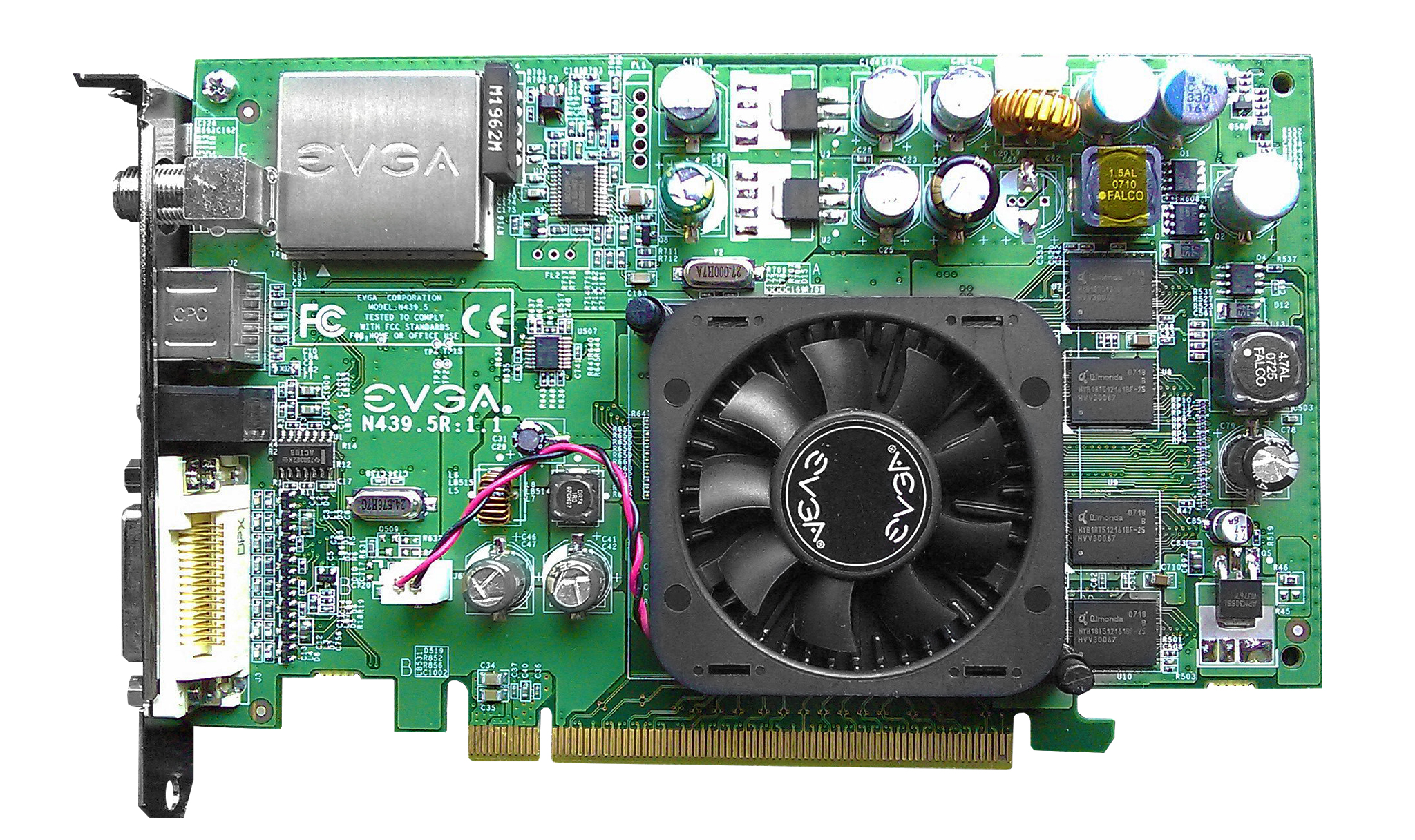
EVGA GeForce 7300 GS Personal Cinema

- 71xx / 72xx / 73xx / 75xx: Low-Cost
- 76xx: Mainstream
- 78xx / 79xx: High-End

Buchstabenkürzel
- LE, SE – leistungsschwache Budgetversion (nur im Low-End-Segment)
- GS – Budgetversion, die schwächste Version im Mainstream- und High-End-Segment
- GT – leistungsfähige Version, im Low-Cost- und Mainstream-Segment die leistungsfähigste Version
- GTO – Sondermodell, leistungsschwächere GTX-Version
- GTX – leistungsstärkste Version (nur im High-End-Segment)
- GX2 – Version mit zwei Grafikchips auf einer Karte (nur im High-End-Segment)

## Modelldaten
| Modell               | Offizieller Launch | Grafikprozessor (GPU) | Grafikprozessor (GPU) | Grafikprozessor (GPU) | Grafikprozessor (GPU) | Grafikspeicher | Grafikspeicher | Grafikspeicher | Grafikspeicher      | Grafikspeicher    | TDP    | sonstiges                                           |
| Modell               | Offizieller Launch | Typ                   | aktivierte Quads      | Takt (MHz)            | Füllrate (MT/s)       | Größe (MB)     | Takt (MHz)     | Typ            | Speicher- interface | Bandbreite (GB/s) | TDP    | sonstiges                                           |
| -------------------- | ------------------ | --------------------- | --------------------- | --------------------- | --------------------- | -------------- | -------------- | -------------- | ------------------- | ----------------- | ------ | --------------------------------------------------- |
| GeForce 7100 GS      | 08. Aug. 2006      | NV44B                 | 2                     | 350                   | 1400                  | 064 128        | 350            | DDR2           | 064 Bit             | 05,6              | k. A.  | TurboCache, kein HDR                                |
| GeForce 7200 GS      | 18. Jan. 2006      | G72                   | 1                     | 450                   | 1800                  | 128 256        | 334            | DDR2           | 064 Bit             | 05,34             | k. A.  | TurboCache                                          |
| GeForce 7300 SE      | 22. Mrz. 2006      | G72                   | 1                     | 350                   | 1400                  | 256            | 333            | DDR2           | 064 Bit             | 05,33             | k. A.  | OEM-Produkt                                         |
| GeForce 7300 GS      | 18. Jan. 2006      | G72                   | 1                     | 450                   | 1800                  | 128 256        | 400            | DDR2           | 064 Bit             | 06,4              | 023 W  |                                                     |
| GeForce 7300 LE      | 22. Mrz. 2006      | G72                   | 2                     | 350                   | 2800                  | 128 256        | 333            | DDR2           | 064 Bit             | 05,33             | k. A.  |                                                     |
| GeForce 7300 GT      | 15. Mai 2006       | G73                   | 2                     | 350                   | 2800                  | 256 512        | 325            | DDR2           | 128 Bit             | 10,4              | 024 W  | auch als AGP-Version                                |
| GeForce 7350 LE      | 22. Mrz. 2006      | G72                   | 1                     | 450                   | 1800                  | 128            | 400            | DDR2           | 064 Bit             | 06,4              | k. A.  | OEM-Produkt                                         |
| GeForce 7500 LE      | 22. Mrz. 2006      | G72                   | 2                     | 475                   | 3800                  | 064 128 256    | 405            | DDR2           | 064 Bit             | 06,48             | k. A.  | OEM-Produkt                                         |
| GeForce 7600 LE      | 22. Mrz. 2006      | G73                   | 2                     | 400                   | 3200                  | 256            | 400            | DDR2           | 128 Bit             | 12,8              | k. A.  | OEM-Produkt                                         |
| GeForce 7600 GS      | 22. Mrz. 2006      | G73                   | 3                     | 400                   | 4800                  | 256 512        | 400            | DDR2           | 128 Bit             | 12,8              | 027 W  | auch als AGP-Version                                |
| GeForce 7600 GT      | 09. Mrz. 2006      | G73                   | 3                     | 560                   | 6720                  | 256            | 700            | GDDR3          | 128 Bit             | 22,4              | 040 W  | auch als AGP-Version                                |
| GeForce 7650 GS      | 09. Mrz. 2006      | G73                   | 3                     | 450                   | 5400                  | 256            | 400            | DDR2           | 128 Bit             | 12,8              | k. A.  | OEM-Produkt                                         |
| GeForce 7800 GS      | 02. Feb. 2006      | G71                   | 4                     | 375                   | 6000                  | 256            | 600            | GDDR3          | 256 Bit             | 38,4              | 075 W  | nur als AGP-Version                                 |
| GeForce 7800 GS+     | 28. Sep. 2006      | G71                   | 4                     | 450                   | 7200                  | 512            | 625            | GDDR3          | 256 Bit             | 40,0              | 075 W  | nur als AGP-Version                                 |
| GeForce 7800 GT      | 11. Aug. 2005      | G70                   | 5                     | 400                   | 8000                  | 256            | 500            | GDDR3          | 256 Bit             | 32,0              | 065 W  |                                                     |
| GeForce 7800 GTX     | 22. Jun. 2005      | G70                   | 6                     | 430                   | 10300                 | 256            | 600            | GDDR3          | 256 Bit             | 38,4              | 086 W  |                                                     |
| GeForce 7800 GTX 512 | 14. Nov. 2005      | G70                   | 6                     | 550                   | 13200                 | 512            | 850            | GDDR3          | 256 Bit             | 54,4              | 108 W  |                                                     |
| GeForce 7900 GS      | 01. Mai 2006       | G71                   | 5                     | 450                   | 9000                  | 256 512        | 660            | GDDR3          | 256 Bit             | 42,2              | k. A.  | auch als AGP-Version                                |
| GeForce 7900 GT      | 09. Mrz. 2006      | G71                   | 6                     | 450                   | 10800                 | 256 512        | 660            | GDDR3          | 256 Bit             | 42,2              | 048 W  |                                                     |
| GeForce 7900 GTO     | 01. Okt. 2006      | G71                   | 6                     | 650                   | 15600                 | 512            | 660            | GDDR3          | 256 Bit             | 42,2              | 120 W  | Sonder-Version                                      |
| GeForce 7900 GTX     | 09. Mrz. 2006      | G71                   | 6                     | 650                   | 15600                 | 512            | 800            | GDDR3          | 256 Bit             | 51,2              | 120 W  |                                                     |
| GeForce 7900 GTX Duo | 30. Apr. 2006      | 2× G71                | 2× 6                  | 500                   | 2× 12000              | 2× 512         | 600            | GDDR3          | 2× 256 Bit          | 2× 38,4           | 0110 W | OEM-Produkt (Wurde dennoch von Albatron vermarktet) |
| GeForce 7950 GT      | 06. Aug. 2006      | G71                   | 6                     | 550                   | 13200                 | 256 512        | 700            | GDDR3          | 256 Bit             | 44,8              | 065 W  | auch als AGP-Version                                |
| GeForce 7950 GX2     | 05. Jun. 2006      | 2× G71                | 2× 6                  | 500                   | 2× 12000              | 2× 512         | 600            | GDDR3          | 2× 256 Bit          | 2× 38,4           | 110 W  |                                                     |

Hinweise
- Die angegebenen Taktraten sind die von Nvidia empfohlenen bzw. festgelegten. Allerdings liegt die finale Festlegung der Taktraten in den Händen der jeweiligen Grafikkarten-Hersteller. Daher ist es durchaus möglich, dass es Grafikkarten-Modelle gibt oder geben wird, die abweichende Taktraten besitzen.
- Auch obliegt es den Herstellern, ob die finale Grafikkarte einen PCIe- oder einen AGP-Anschluss aufweist, denn GPUs mit nativer PCIe-Schnittstelle lassen sich mit Hilfe eines Brückenchips (HSI-Bridge) auch für AGP-Grafikkarten nutzen.
- Die Taktfrequenz des Speichers wird auch oft als doppelt so hoch angegeben. Grund dafür ist die doppelte Daten-Rate (DDR).

## GeForce 7 als IGP
Drei integrierte Grafikeinheiten (IGP), die Nvidia in eigenen Chipsätzen verbaut, werden unter den Namen GeForce 7025, GeForce 7050 und GeForce 7100 vermarktet.